# Billy Vaughn

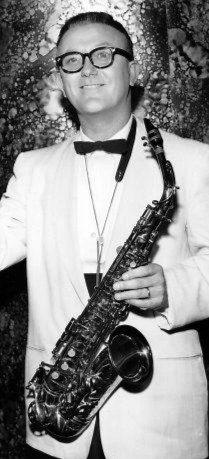
Excelente músico

Billy Vaughn (Glasgow, 12 de abril de 1919 — Escondido, 26 de setembro de 1991) foi um maestro, arranjador, saxofonista e compositor norte-americano, conhecido por sua contribuição única à música instrumental nas décadas de 1950 e 1960. Vaughn nasceu em Glasgow, Kentucky, e desde jovem demonstrou talento para a música, aprendendo a tocar diversos instrumentos de forma autodidata.

### Início da Carreira
Billy Vaughn começou sua carreira musical como membro de uma banda regional antes de ingressar na Dot Records na década de 1950. Lá, ele inicialmente se destacou como diretor musical e arranjador, trabalhando com grandes artistas da gravadora, como Pat Boone, Gale Storm e The Fontaine Sisters. Com o sucesso de suas composições e arranjos, Vaughn passou a gravar com sua própria orquestra, alcançando reconhecimento internacional.

### O Sucesso da Orquestra
A orquestra de Billy Vaughn tornou-se uma das mais populares da era pós-Big Bands, com um estilo romântico e melodioso que se destacava pela introdução do Twin Sax Sound (som dos saxofones gêmeos), sua marca registrada. Esse estilo foi apresentado ao mundo em 1955 com a gravação de "Melody of Love", mas foi com "Sail Along Silvery Moon" em 1958 que Vaughn alcançou fama mundial, vendendo mais de três milhões de discos.

### Principais Sucessos
Entre os clássicos gravados por Billy Vaughn e sua orquestra estão:
- Melody of Love
- Sail Along Silvery Moon
- Wheels
- Oh, My Papa
- The Apartment
- Look for a Star
- La Paloma
- El Choclo
- La Golondrina
- Estrellita
- La Cumparsita
- El Manisero
- Aquarela do Brasil

Essas músicas conquistaram ouvintes em todo o mundo, especialmente na Europa e na Ásia, onde Vaughn era uma figura extremamente popular.

### Impacto Cultural
A música de Billy Vaughn foi crucial para popularizar o gênero instrumental durante uma era dominada pelo rock and roll e pelas grandes vozes da música pop. Sua orquestra competia com gigantes como as de Ray Conniff, Lawrence Welk e outras, marcando uma transição das Big Bands tradicionais para um estilo mais intimista e melodioso, voltado ao público romântico e aos amantes de dança de salão.

### Legado e Reconhecimento
Billy Vaughn deixou um legado de inovação no campo da música instrumental. Ele recebeu inúmeros prêmios ao longo de sua carreira, tanto por sua habilidade como maestro quanto por suas contribuições como arranjador. Suas gravações continuam sendo admiradas e influentes, especialmente entre os entusiastas do estilo Easy Listening.
Além de seu trabalho musical, Vaughn foi pioneiro em levar o som da música instrumental americana a mercados internacionais. Ele realizou várias turnês bem-sucedidas na Europa e na Ásia, incluindo o Japão, onde sua música permanece muito popular até os dias de hoje.

### Falecimento
Billy Vaughn faleceu em 26 de setembro de 1991, em Escondido, Califórnia, aos 72 anos, devido a complicações de um câncer. Seu impacto na música instrumental continua sendo celebrado, e ele é lembrado como um dos maiores maestros e arranjadores do século XX.